# Джанглисты
Джангли́сты (от англ. Junglist; часто, в соответствии с ист-эндским диалектом «кокни», произносится джан-га-лист) — молодёжная субкультура, вдохновлённая драм-н-бейсом и джанглом, возникшая в Великобритании в начале 1990-х годов и на данный момент являющаяся одним из основных движений страны.
Внешний вид «настоящего» джанглиста — одежда спортивного вида (футболка, толстовка с капюшоном или просторная рубашка, штаны типа G-style, EVISU или Wrung Division), спортивная обувь и, в отличие от рэперов, отсутствие всевозможных золотых украшений. Манера поведения и речь перенята от руд-боев.
Главная особенность джанглистского движения — его многонациональность. Оно существует не только в Великобритании, но и во всём мире, в том числе и в России.

## В культуре
- Али Джи — персонаж, созданный и исполняемый английским комиком Сашей Бароном Коэном, представляющий собой ЭмСи из города Стейнс, озабоченного научными вопросами. Основной персонаж «Шоу Али Джи» (Da Ali G Show) и полнометражной картины «Али Джи в парламенте» (Ali G Indahouse).